# Ubuntu-Title
Ubuntu-TitleまたはUbuntu Titlingは、全体的に丸みを帯びた形のサンセリフのフォントである。Andy Fitzsimonによって、Linuxディストリビューションの1つであるUbuntu及びその派生品のために作成された。
GNU Lesser General Public Licenseで配布されている。
Ubuntu 10.04より前まで、タイプフェイスはUbuntuオペレーティングシステムとそれに関連するプロジェクトのブランディングに使用されていた。Fitzsimonは大文字をデザインしなかったが、後にRobotoフォントを作ったChristian Robertsonによるリリースで大文字が追加され、Robertsonによってリリース候補段階で公開された。これはUbuntu Titlingと呼ばれた。
フォントは、Ubuntu Wikiのページからダウンロードするか、Ubuntuリポジトリの「fonts-ubuntu-title」パッケージでインストールできる。